# Hesperantha altimontana
Hesperantha altimontana är en irisväxtart som beskrevs av Peter Goldblatt. Hesperantha altimontana ingår i släktet Hesperantha och familjen irisväxter. Inga underarter finns listade i Catalogue of Life.